# Vlag van Villers-le-Bouillet
De vlag van Villers-le-Bouillet is op 30 december 1993 bij raadsbesluit vastgesteld als de vlag van de Luikse gemeente Villers-le-Bouillet. De vlag kan als volgt worden beschreven:
twee banen van geel, en van rood, hoogteverhouding 1 : 2, met in de gele baan twee rode houwelen gekruist en in de rode baan een bundel van vijf gele tarwearen.
De vlag werd pas op 6 oktober 1994 bevestigd door de Franse Gemeenschapsregering. De vlag is volledig gebaseerd op het gemeentewapen en ziet er dus helemaal hetzelfde uit.